# ريديك باو
ريديك باو (بالإنجليزية: Riddick Bowe)‏ مواليد 10 أغسطس 1967 في بروكلين، نيويورك، نيويورك، الولايات المتحدة، هو ملاكم أمريكي يصنف ضمن فئة الوزن الثقيل. حقق بطولة رابطة الملاكمة العالمية وبطولة المجلس العالمي للملاكمة وبطولة الاتحاد الدولي للملاكمة وبطولة منظمة الملاكمة العالمية. شارك في دورة الألعاب الأولمبية الصيفية.

## إحصائيات
خاض خلال مسيرته 45 نزالا، فاز في 43 وخسر في 1. فاز بالضربة القاضية في 33 نزالا.

## الميداليات
| الميدالية | المسابقة                       |
| --------- | ------------------------------ |
| فضية      | الألعاب الأولمبية الصيفية 1988 |

## روابط خارجية
- ريديك باو على موقع بوكس ريك (الإنجليزية) (registration required)
- ريديك باو على موقع اللجنة الأولمبية الدولية (الإنجليزية)
- ريديك باو على موقع أوليمبيديا (الإنجليزية)